# Total War: Warhammer III
Un videojuego de estrategia por turnos y tácticas en tiempo real llamado Total War: Warhammer III fue creado por Creative Assembly y lanzado por Sega. Después de Total War: Warhammer y Total War: Warhammer II de 2016 y 2017, es el tercer juego de la serie Total War que se desarrolla en la realidad alternativa Warhammer Fantasy de Games Workshop. El juego se reveló el 3 de febrero de 2021 y estuvo disponible el 17 de febrero de 2022.  Recibió críticas positivas de los críticos y fue nominado para el Premio de Juegos de la Academia Británica para Juegos Británicos en la 19.ª edición de los Premios de Juegos de la Academia Británica.

## Jugabilidad
Al igual que otros juegos de la serie Total War, Total War: Warhammer III incluye estrategia por turnos y acción táctica en tiempo real.
Los jugadores maniobran ejércitos y personalidades por el campo de batalla y controlan aldeas a lo largo de la campaña mediante un sistema por turnos. Los jugadores negocian con facciones controladas por IA y las entablan combates. Los ejércitos participan en combates en tiempo real cuando chocan. El juego ofrece combate multijugador en línea y una opción de batallas personalizadas donde los jugadores pueden diseñar conflictos únicos en tiempo real. Los propietarios de los primeros dos juegos reciben acceso a las mismas carreras en el modo multijugador del tercer juego, junto con un mapa global fusionado llamado "Immortal Empires" que es comparable a la campaña "Mortal Empires" en Total War: Warhammer II. El 23 de agosto de 2022, el parche 2.0 de Immortal Empires estuvo disponible como versión beta.
Las civilizaciones humanas de Grand Cathay, que se basa en la China imperial, y Kislev, que se basa en la Rusia medieval, sirven como razas del juego, y cinco facciones del Caos - cuatro dedicadas a cada uno de los Dioses del Caos (Khorne, Tzeentch, Nurgle y Slaanesh), y los Demonios del Caos, liderados por un Príncipe Demonio que se puede personalizar ganando "Gloria demoníaca" a lo largo de la campaña. Otra raza, los Reinos Ogros,  se puso a disposición de los "primeros usuarios" (aquellos que compraron el juego por adelantado antes del lanzamiento, o lo compraron dentro de la primera semana después del lanzamiento).
Desde las enigmáticas Tierras del Este hasta los Reinos del Caos infestados de demonios, que se cree que son el origen de toda la magia en el universo de Warhammer Fantasy, se desarrolla la campaña principal. El director del juego, Ian Roxburgh, ha dicho que el mapa de campaña es "el doble del tamaño" del mapa de campaña Eye of the Vortex que apareció en Total War: Warhammer II.

## Trama

### Prólogo
Ursun, el dios oso, rompería el invierno con su rugido al final del invierno en Kislev y marcaría el comienzo del verano. Sin embargo, Ursun ha permanecido en silencio durante siete años y Kislev ha experimentado un invierno sin fin. Tzarina Katarin envía a los hermanos Barkov, Yuri y Gerik, en un viaje al norte para buscar a la deidad perdida. Ursun afirma estar encarcelado en la Ciudadela de los Aullidos en los Desiertos del Caos, como lo escuchó Yuri durante la oración.
Yuri lleva a su ejército a los Desiertos del Caos en el norte, pero a medida que sus estrategias para llegar a la prisión de Ursun se vuelven más brutales, el Caos lo corrompe lentamente. Finalmente, mata a su hermano Gerik y le da su cráneo a un Gran Demonio de Khorne para que puedan usarlo para construir un puente hecho de cráneos que se conecta a la Ciudadela de los Aullidos. Yuri ingresa a una puerta de entrada al Reino del Caos después de derrotar a un Boyardo corrompido por el caos y a sus hombres que protegen la entrada de la ciudadela.
Después de salir del portal, Yuri encuentra a Ursun encarcelado y es recibido por Be'lakor (con la voz de Richard Armitage), el primero de los Príncipes Demonios. Be'lakor revela que fue él quien guio a Yuri imitando la voz de Ursun. Ursun le ruega a Yuri que lo libere, pero Be'lakor manipula a Yuri para que piense que Ursun es débil e indigno de su adoración, tentándolo a matar al dios y tomar su poder para sí mismo. Yuri renuncia a Ursun y dispara una bala imbuida de Caos en el corazón del Dios Oso, y Ursun ruge de dolor. La reacción resultante arroja a Yuri gravemente herido de vuelta al plano material. Al morir, Yuri ofrece su alma a los Dioses del Caos y les ruega que lo salven. Los Dioses del Caos responden a su súplica y lo ascienden a Príncipe Demonio.

### El reino del caos
Después de los eventos del prólogo, Be'lakor encarceló al herido Ursun en la Forja de Almas del Reino del Caos. Be'lakor tiene la intención de utilizar el poder de Ursun para vengarse de los Dioses del Caos, a quienes desprecia por robarle tanto su poder como su forma física. El tejido de la realidad ha sido desgarrado por los rugidos agonizantes de Ursun, provocando que aparezcan grietas entre el mundo físico y el Reino del Caos y una vorágine que ha atrapado a Daemons en el plano mortal.
Un personaje conocido como el Consejero (que proporcionó los tutoriales en los dos juegos anteriores) ha sido esclavizado por un libro corrupto conocido como Tome of Fates, que lleva una maldición del Dios del Caos Tzeentch. Puede usar el libro para ofrecer consejo a otros, pero nunca para su propio beneficio; sin embargo, ha aprendido que puede liberarse del libro con una sola gota de sangre de Ursun. Acude a varias facciones en busca de aliados para lograr sus objetivos y se ofrece a guiarlos al Reino del Caos para encontrar a Ursun:
Los gobernantes del Tzardom de Kislev desean liberar a su dios y poner fin al invierno eterno que azota su tierra, aunque hay tensiones entre la Corte de Hielo, dirigida por Tzarina Katarin Bokha y su sociedad secreta de Brujas de Hielo, y el Gran La ortodoxia, dirigida por el patriarca supremo Kostaltyn, quien cree que Katarin es una gobernante indigna, demasiado centrada en la magia y la política en lugar de la devoción. Durante la campaña, el control de las tres principales ciudades kislevitas (Kislev, Praag y Erengrad) permite a cualquiera de las facciones rescatar y despertar al padre de Katarin, Boris Ursus, el Zar Rojo y Sumo Sacerdote de Ursun, de su sueño helado en las Cataratas Heladas, desbloqueando a Boris y su facción, Ursun Revivalists, como una facción jugable para futuras campañas.
Los hermanos dragones de Grand Cathay, Miao Ying the Storm Dragon (que controla las provincias del norte) y Zhao Ming the Iron Dragon (que controla las provincias occidentales), no están preocupados por el destino de Ursun, creyéndose más viejos y sabios que cualquier dios, aunque todavía están convencidos de liberarlo, ya que Bear-God es el único que conoce el paradero de su hermana desaparecida Shen-Zoo, que desapareció en Norsca mucho antes.
Los Ogros codiciosos y glotones de los Reinos Ogros en las Montañas de los Lamentos, liderados por el Overtyrant Greasus Goldtooth y el Profeta de las Grandes Fauces, Skrag the Slaughterer, se preocupan poco por la política y el conflicto entre el Orden y el Caos, pero aún desean alcanzar Ursun para darse un festín con su carne divina y alimentar con los restos a su propio dios, la voraz entidad sobrenatural conocida como las Grandes Fauces.
Cada uno de los Daemons of Chaos tiene sus deseos para Ursun. Skarbrand the Exiled One, el más grande de todos los Bloodthirsters, quiere el cráneo de Ursun para poder regalárselo a Khorne, el dios del caos de la sangre y la guerra, para ganar el perdón por su traición en el pasado. Kairos Fateweaver, el Señor del Cambio de dos cabezas y el Oráculo de Tzeentch, el Dios del Caos de la Hechicería y el Engaño, planea tomar los ojos de Ursun para poder ver el presente, ya que solo puede percibir el pasado y el futuro. Ku'Gath Plaguefather, el más grande de los Grandes Inmundos de Nurgle, el Dios del Caos de la Enfermedad y la Decadencia, quiere usar el cadáver de Ursun para preparar una gran plaga conocida como God-Pox. N'kari el Architentador, el más favorecido de los Guardianes de los Secretos de Slaanesh, el Dios del Caos del Exceso y el Deseo, desea deleitarse con el dolor eterno de Ursun. Yuri Barkov, ahora un príncipe demonio conocido como God-Slayer y líder de Daemons of Chaos Undivided, busca terminar lo que comenzó al matar a Ursun y vengarse de Be'lakor por sus manipulaciones.
Para llegar a la Forja de las Almas donde Ursun está encarcelado, cada facción debe viajar al Reino del Caos, invadir cada uno de los dominios de los cuatro Dioses del Caos y capturar el alma de un Príncipe Demonio vinculado a ellos. Mientras las facciones luchan por las almas de los Príncipes Demonio, se revela que Be'lakor tiene la intención de absorber el poder divino de Ursun una vez que muera para transformarse en el Dios del Caos de las Sombras. Con un ejército de Soul Grinders creado en Forge of Souls, destruirá a los cuatro Dioses del Caos y gobernará sin oposición.
Una vez que las cuatro almas de los Príncipes Demonio han sido capturadas, Ursun finalmente muere. Mientras Be'lakor se somete a su ascensión a la divinidad, el Consejero usa las almas de los Príncipes Demonio para crear un puente que conduce a la Forja de las Almas. La facción del jugador lucha contra el ejército de Be'lakor antes de finalmente matar al Dark Master y evitar su ascensión. Después de la batalla final, se revela el destino de Ursun y la facción del jugador:
- Los líderes de Kislev lamentan la pérdida de Ursun, creyendo que con su dios muerto, Kislev caerá. Sin embargo, Ursun es revivido por su devoción, y con su rugido, pone fin al interminable invierno de Kislev. Esto se considera el final canónico.
- Los hermanos dragones de Cathay usan magia espiritual para hablar con Ursun, y antes de desaparecer, les da pistas sobre la ubicación de su hermana desaparecida.
- Los ogros masacran y se dan un festín con el cadáver de Ursun, y alimentan con sus restos a su deidad, la Gran Fauces, para sofocar brevemente su hambre eterna y persistente.
- Skarbrand entrega el cráneo del Dios Oso a Khorne. Si bien el Dios de la Sangre se deleita con una ofrenda tan digna, no perdona a Skarbrand por su traición, lo que hace que los esfuerzos de Skarbrand sean en vano.
- Kairos toma los ojos de Ursun y, con la visión de un dios, finalmente es capaz de ver el pasado, el presente y el futuro.
- Ku'Gath usa el cadáver de Ursun como ingrediente final para elaborar la última plaga, una Viruela Divina capaz de infectar a los propios dioses.
- N'kari captura los últimos restos del espíritu de Ursun, disfrutando de la angustia del dios por la muerte de Kislev.
- God-Slayer toma el poder que queda del cadáver de Ursun, lo que le permite ascender a la divinidad y convertirse en el nuevo gobernante tiránico de Kislev.

El epílogo tiene al Consejero liberado de su esclavitud del Tomo de los Destinos, y se le une un cuervo blanco. Sin embargo, cuando intenta leer el libro, le roban la vista y se revela que el cuervo blanco es un Gran Demonio de Tzeentch, conocido como Sarthorael el Vigilante Eterno, con el Demonio vinculando al Consejero a su servicio. El epílogo también revela que el juego tiene lugar antes de los eventos del primer juego. Una posdata después de completar la historia, si el jugador elige continuar jugando en el mapa de campaña, revela que Tzeentch resucitó a Be'lakor y le dio forma física nuevamente, pero lo puso al servicio de quienes lo mataron; el jugador tiene la opción de usar Be'lakor en su propio ejército.

### Campeones del Caos
Durante milenios, los sirvientes de los Dioses del Caos se han enfrentado en la antigua ciudad de Zanbaijin, las almas de los caídos en estos viciosos conflictos sellados dentro del Altar de la Batalla en el corazón de la ciudad. Ahora, los rugidos de dolor de Ursun han debilitado el sello del Altar de la Batalla, y la miríada de almas guerreras de épocas pasadas dentro de él yacen listas para ser tomadas; una cantidad que podría cambiar para siempre el equilibrio de poder entre los cuatro Dioses del Caos. Así, cada uno de los dioses ordena a uno de sus más grandes campeones que llegue a la ciudad de Zanbaijin.
Azazel, el libertino Príncipe de la Condenación, que una vez fue seguidor de Sigmar hasta que traicionó a su señor y juró lealtad a Slaanesh, lidera las Legiones Extáticas. Festus the Leechlord, un médico imperial demente maldecido por Nurgle con el conocimiento de todas las enfermedades y sus curas, lidera a los Fecundites. Vilitch the Curseling, un desdichado hechicero fusionado por Tzeentch con el enorme cuerpo de su gemelo guerrero Thomin, lidera las Marionetas del Desgobierno. Valkia the Bloody, una reina guerrera ascendida por Khorne como su consorte elegida, lidera la Legión de Gorequeen. Estos campeones abrirán a la fuerza las cicatrices aún curadas creadas por el rugido de Ursun para forjar un camino hacia la Ciudad Caída, donde romperán el sello del Altar de las Batallas y reclamarán las almas que hay dentro para su dios patrón.
La batalla final por el Altar enfrenta al campeón elegido por el jugador contra los otros tres. Sin embargo, cuando el último campeón es derrotado, el jugador se enfrenta a Archaon the Everchosen, quien busca evitar que el dios del campeón del jugador obtenga primacía sobre los demás e interrumpa su esfuerzo por lograr el Fin de los Tiempos. Una vez que el jugador derrota a Archaon, se completa el ritual y se reclaman las almas, lo que hace ascender a su deidad patrona.

### Forja de los Enanos del Caos
Durante milenios, los Dawi-Zharr, o Enanos del Caos, han cavado bajo las montañas de las Tierras Oscuras en busca de la misteriosa Sangre de Hashut, una sustancia de poder insondable que se dice que es pura magia en forma líquida. Cuando se descubre una pequeña veta de la sustancia en las profundidades de las minas más profundas, los Enanos del Caos, ansiosos por llegar a la fuente de la sustancia demoníaca, se comunican con su deidad maligna, Hashut, el Padre de la Oscuridad, quien les ordena construir un enorme taladro mecánico capaz de perforar el lecho rocoso del mundo y llegar a su dominio divino.
Tres de los más grandes Enanos del Caos compiten por ser los primeros en construir el taladro y reclamar la Sangre de Hashut: Astragoth Ironhand, el más antiguo y poderoso de los Hechiceros-Profetas de Hashut, cuyo cuerpo ha sucumbido lentamente a la petrificación que maldice a todos los Enanos del Caos hechiceros, y ahora usa un arnés mecánico para la movilidad, liderando a los Discípulos de Hashut; Drazoath the Ashen, el maestro de la Fortaleza Negra, una vez un destacado Demonsmith hasta que fue exiliado de Zharr-Naggrund y que anhela regresar a la capital y retomar su lugar, liderando la Legión de Azgorh; y Zhatan el Negro, el despiadado comandante de la Torre de Zharr y general en jefe y ejecutor del Hechicero-Profeta Ghorth el Cruel, legendario entre los Enanos del Caos por su crueldad y la gran cantidad de esclavos que habitualmente entrega a los talleres y forjas de su amo, liderando la hueste de guerra de Zharr.
Sin embargo, la Sangre de Hashut no solo se encuentra en las profundidades más oscuras del mundo, sino más allá de los cimientos de la realidad misma, donde ningún motor mortal puede llegar. Por lo tanto, el taladro debe ser fortalecido por hechicerías oscuras, a través de cuatro antiguas reliquias de Enanos corrompidas en las forjas de los Daemonsmiths. Sin embargo, a medida que se encuentran las reliquias, su profanación enfadará a los Enanos del Oeste, que enviarán ejércitos vengativos contra sus parientes separados. Una vez que el taladro está listo para comenzar su excavación, un enorme ejército de Enanos, comandado por el Gran Rey Thorgrim Grudgebearer, llega para detener a los Enanos del Caos; Al mismo tiempo, la ruptura del velo de la realidad del taladro abre grietas en los Reinos del Caos, arrojando Demonios del Caos que también atacan a Dawi-Zharr.
Una vez que el jugador gana la batalla final, el taladro perfora con éxito el dominio de Hashut, asegurando un suministro inagotable de la Sangre de Hashut. Con sus hechicerías y maquinaria impulsada por la poderosa sustancia, los Enanos del Caos están listos para dominar el mundo.

## Contenido descargable
Creative Assembly tiene la intención de lanzar varios paquetes DLC gratuitos y de pago para el juego, que amplían su contenido. En agosto de 2022 se lanzó una actualización gratuita para los propietarios de Total War: Warhammer y Total War: Warhammer II llamada Immortal Empires. Proporciona un mapa de campaña masivo que combina los mapas y las carreras jugables de los tres juegos de Total War: Warhammer.
Ciertos señores legendarios de los títulos anteriores reciben sus propias facciones para la campaña de Immortal Empires: Grombrindal the White Dwarf (The Ancestral Throng) para los Enanos, Helman Ghorst (Caravan of Blue Roses) para los Vampire Counts, Volkmar the Grim (Cult of Sigmar) para el Imperio, y Archaon the Everchosen (Warhost of the Apocalypse), Sigvald the Magnificent (The Decadent Host) y Kholek Suneater (Heralds of the Tempest) para los Warriors of Chaos. Vlad e Isabella von Carstein, lanzados inicialmente por separado en títulos anteriores, se incluyen juntos como parte de la facción Sylvania (anteriormente Von Carstein) para los Condes Vampiro; si el jugador elige a Vlad, Isabella se desbloquea automáticamente como héroe (líder secundario) y viceversa. Be'lakor, el antagonista de la campaña de la historia principal, también se incluyó como un señor legendario jugable para los Guerreros del Caos con su propia facción, la Legión de las Sombras.
| Nombre                               | Fecha de lanzamiento | Descripción |
| ------------------------------------ | -------------------- | --- |
| Reinos ogros                         | febrero 2022         | Añade los Reinos Ogros como raza jugable en campaña y multijugador, con dos señores legendarios: Greasus Dientedorado liderando la facción Dientedorado y Skrag el Matadero liderando la facción Discípulos de las Fauces. Gratis para los jugadores que reservaron el juego o lo compraron en la primera semana después del lanzamiento. |
| campeones del caos                   | agosto 2022          | Agrega cuatro nuevos señores legendarios de los Guerreros del Caos: Azazel, Príncipe de la Condenación, liderando la facción de las Legiones Extáticas, Festus the Leechlord liderando la facción de los Fecundites, Vilitch the Curseling liderando la facción de las Marionetas del Desgobierno, y Valkia the Bloody liderando la facción de la Legión de la Reina Sangrienta., así como nuevas unidades, Regimientos de Renombre y mecánicas. |
| Sangre para el Dios de la Sangre III | agosto 2022          | Agrega varios efectos de sangre y gore en la batalla. Gratis para los jugadores que posean cualquiera de las ediciones anteriores de los dos primeros juegos. |
| Forja de los Enanos del Caos         | abril 2023           | Añade a los Chaos Dwarfs como una raza jugable en campaña y multijugador, con tres señores legendarios (Astragoth Ironhand liderando la facción Disciples of Hashut, Drazhoath the Ashen liderando la facción Legion of Azgorh y Zhathan the Black liderando la facción Warhost of Zharr) y un héroe legendario (Gorduz Backstabber). |

| Nombre                   | Fecha de lanzamiento | Descripción |
| ------------------------ | -------------------- | --- |
| espejo de la locura      | abril 2023           | Agrega dos nuevos modos de juego: Trials of Fate (una mini campaña basada en la supervivencia) y The Infinite Portal (creando situaciones de batalla únicas al personalizar la configuración). |
| Ulrika Magdova           | abril 2023           | Agrega a Ulrika Magdova como héroe legendario disponible para las razas Empire y Kislev. |
| Harald Martillo Tormenta | mayo 2023            | Añade a Harald Hammerstorm como héroe legendario disponible para la raza Warriors of Chaos. |

## Recepción
Total War: Warhammer III recibió críticas "generalmente favorables", según el agregador de reseñas Metacritic. 
Chris Tapsell de Eurogamer elogió el tutorial del juego y señaló que la experiencia sería intimidante para los nuevos jugadores debido a la tendencia del juego a dejar mecánicas más complejas sin una explicación adecuada. Consideró que el juego era una experiencia agitada y estresante pero divertida y, en última instancia, gratificante, y lo recomendó. Leana Hafer de IGN calificó el título como una culminación digna de la trilogía de fantasía oscura, elogiando su profundidad, mejoras en la calidad de vida, alianzas y facciones.  Fraser Brown de PC Gamer elogió la adición de nuevos modos y funciones, a saber, Daemons of Chaos, y señaló que el tutorial del juego era "el mejor tutorial que Creative Assembly ha elaborado". Shacknews elogió de manera similar las nuevas campañas, carreras, personalización, presentación de arte y configuración, y citó la falta de DLSS y los tiempos de carga de la unidad de disco como problemas menores. 
A PCGamesN le gustó la nueva campaña y dijo que era una mejora con respecto a Warhammer II debido a un final más interesante: "Es mucho mejor que la campaña Vortex de Warhammer II... Pero debido a que el ganador en Warhammer II era quien acumuló la mayor cantidad de moneda ritual, su victoria a menudo parecía tan inevitable como siempre una vez que salían del grupo".  A pesar de que le gustó el nuevo tutorial y la "campaña intensa y sin aliento", The Guardian criticó la resolución automática más dura por hacer que el título fuera más repetitivo, "una resolución automática más dura y un mapa más ajustado significa una cantidad agotadora de batallas manuales forzadas". Rock Paper Shotgun disfrutó de los reinos demoníacos en los que el jugador tuvo que luchar: "Los reinos solo se vuelven accesibles durante las megatormentas mágicas, que ocurren de forma intermitente a lo largo de la campaña, durante las cuales aparecen muchos portales en el mapa, corrompiendo el paisaje y eliminando ejércitos de demonios... dan la misma sensación de desesperación apocalíptica que la preparación para el final del juego en Frostpunk".